# Diós-árok
A Diós-árok Budapest XII. kerületében található nagy esésű, mély eróziós völgy, ami a Sváb-hegyet az Isten-hegytől elválasztó szerkezeti vonalon alakult ki. A Város-kútnál kezdődik, innen előbb északra, majd keletre fut le, és a kiszélesedő, ma már fedett alsó szakasza a Szent János Kórháznál a Kútvölgyben végződik. Jobb oldali lejtőjén halad a fogaskerekű vasút. A Diós-árok állandó vízfolyásként a városkúti forrásból fakadó vizet, valamint a csapadékot és a rétegvizet vezeti le az Ördög-árokba. A forrás vizének természetes levezetőárka.